# Hot Love (canción de Twisted Sister)
Hot Love es una canción de la banda americana del Heavy Metal, Twisted Sister , publicado en 1987 como el primer sencillo de su quinto álbum de estudio Love Is for Suckers. Fue escrito por Dee Snider y producido por Beau Hill . La canción alcanzó el puesto 31 en la listaBillboard Mainstream Rock Tracks.
"Hot Love" fue lanzado en Norteamérica, Australia, Japón, Alemania y España. El lado B, "Tonight", fue tomada de Love Is for Suckers.

## Recepción crítica
Tras su lanzamiento, Cash Box dijo: "La batería suena como si hubiera sido grabada en el hangar de un avión y hay suficiente fuerza de guitarra aquí para armar incluso a los oídos más duros. Sin embargo, todo el boom sónico está al servicio de un pop realmente atractivo. canción." Billboard comentó: "Dee y los chicos entregan un número de rock incisivo que impulsa su entrega instintiva con mucho atractivo comercial".
Chicago Tribune dijo sobre la canción en una reseña de Love Is for Suckers : "La mejor canción del álbum," Hot Love ", está frita en una batería comprometida y guitarras fluidas que no abruman la melodía. Melódica desde "We're Not Gonna Take It".El Washington Post dijo que "la imagen cruda de Twisted Sister no estaba totalmente sincronizada con la melódica Hot Love, un intento obvio de irrumpir en el mercado convencional. Greg Prato de AllMusic describió retrospectivamente" Hot Love "como un tema destacado en Love Is for Suckers.

## Formatos
7" single
1. "Hot Love" - 3:45
2. "Tonight" - 3:51

7" single (US promo)
1. "Hot Love" - 3:45
2. "Hot Love" - 3:45

12" single (US promo)
1. "Hot Love (Vocal/LP Version)" - 3:44
2. "Hot Love (Vocal/LP Version)" - 3:44

## Posicionamiento en listas
| Chart (1987)                   | Peak position |
| ------------------------------ | ------------- |
| US Billboard Album Rock Tracks | 31            |